# Félix Lemaréchal
Félix Lemaréchal (* 7. August 2003 in Tours) ist ein französisch-ivorischer Fußballspieler, der aktuell bei Racing Club Straßburg in der Ligue 1 unter Vertrag steht.

## Karriere

### Verein
Lemaréchal begann seine fußballerische Ausbildung bei EB Saint-Cyr-sur-Loire, wo er von 2011 bis 2015 spielte. Anschließend wechselte er in die Jugend des FC Tours. Anschließend kehrte er für ein Jahr zu Saint-Cyr-sur-Loire. Im Juli 2018 wechselte er in die Jugend von Girondins Bordeaux. Im November desselben Jahres wechselte er in die Jugendakademie der AS Monaco. In der Saison 2019/20 stand er im Alter von 16 Jahren schon in der Coupe Gambardella mit der U19-Mannschaft im Kader. Im Sommer 2021 erhielt er dann einen Vertrag bei der zweiten Mannschaft in der National 2, wo er auch absoluter Stammspieler ist. Nachdem er bereits in der Qualifikation zur Champions League im Kader stand, debütierte er am 16. Oktober 2021 (15. Spieltag) nach später Einwechslung bei einer 0:2-Niederlage gegen Olympique Lyon, für die Profis in der Ligue 1. Im Anschluss an dieses Spiel stand er immer öfter im Kader der ersten Mannschaft in der Ligue 1, aber auch in der Europa League.
Im Januar 2023 wurde der Spieler bis Saisonende an Stade Brest ausgeliehen. Er bestritt dort 13 von 18 möglichen Ligaspielen.
In der Saison 2023/24 gehörte er zunächst wieder zum Kader von Monaco, bestritt er kein Spiel für den Verein. Anfang September 2023 wurde er bis zum Saisonende an den belgischen Partnerverein in der Division 1A Cercle Brügge ausgeliehen. Hier bestritt er 31 von 35 möglichen Ligaspielen, in denen er zwei Tore schoss, sowie ein Pokalspiel.
Anschließend kehrte er zwar zunächst nach Monaco zurück, wechselte jedoch noch vor Beginn der Saison 2024/25 für eine Ablösesumme von sechs Millionen Euro zu Racing Straßburg. Dort absolvierte er in seiner ersten Saison 27 Ligaspiele – zu Beginn der Spielzeit wurde er vor allem als Einwechselspieler eingesetzt, entwickelte sich jedoch im Laufe der Rückrunde zum Stammspieler und stand zunehmend in der Startelf.

### Nationalmannschaft
Lemaréchal kam bislang zu diversen Einsätzen für verschiedene Juniorennationalmannschaften Frankreichs.